# فائق (اسم)
فائق هو اسم علم مذكر من أصل عربي، ومعناه هو المتفوق الجيد الخالص في نوعه.

## شخصيات تحمل الاسم
- فائق الحكيم (22 يونيو 1943 – )
- فائق الشمري (1 مايو 1971 – )
- فائق الشيخ علي (سياسي عراقي، 2 يوليو 1963 – )
- فائق المير (1955 – )
- فائق بلقيه (لاعب كرة قدم أمريكي، 9 مايو 1998[3] – )
- فائق حسن (نحات ورسام وفنان تشكيلي عراقي، 1914 – 1992)
- فائق ذياب طفاح (سياسي عراقي، – 26 أبريل 2014)
- فائق شاكر (طبيب وجراح عراقي، 1891 – 1962)
- فائق عبد الجليل (5 مايو 1948 – 3 يناير 1991)
- فائق عرقسوسي (ممثل سوري، 3 يونيو 1954 – )

## وصلات خارجية
- موسوعة السلطان قابوس لأسماء العرب نسخة محفوظة 5 أبريل 2019 على موقع واي باك مشين.